# János Kádár

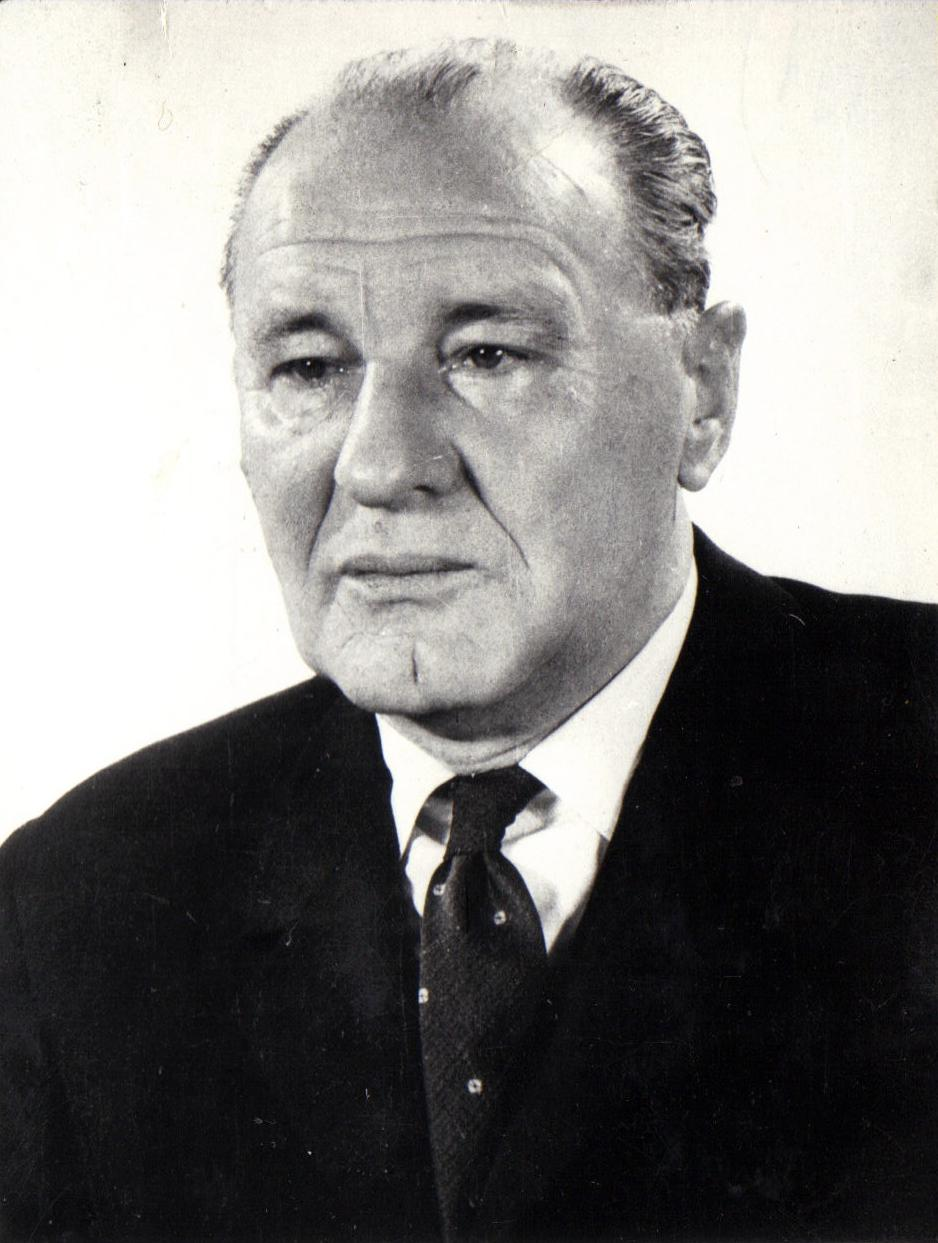
János Kádár

János Kádár (Fiume, Oostenrijk-Hongarije, 26 mei 1912 – Boedapest, 6 juli 1989), geboren als János Csermanek, was een Hongaarse politicus.

## Functies
Kádár was secretaris-generaal van de Socialistische Arbeiderspartij in Hongarije van 1956 tot 1988. Hij was eveneens tweemaal eerste minister van Hongarije, van 1956 tot 1958 en van 1961 tot 1965. Kádár werd in 1931 lid van de illegale Hongaarse Communistische Partij en werd bijgevolg diverse malen aangehouden voor het beoefenen van onwettige politieke activiteiten. Tijdens de Tweede Wereldoorlog vocht hij bij het verzet in Tsjechoslowakije.

## Levensloop
In 1946 werd Kádár verkozen tot plaatsvervangend secretaris-generaal van de Hongaarse Communistische Partij en in 1949 werd hij minister en hoofd van de geheime politie in Boedapest. Hij was een fervent aanhanger van de regering en van Jozef Stalin. László Rajk, die de Sovjet-Unie had bekritiseerd omdat dit land pogingen ondernam Hongarije een Stalinistisch bewind op te dringen, werd aangehouden onder zijn bevoegdheid. In 1951 werd Kádár zelf  beschuldigd een aanhanger te zijn van Tito. Als zogenaamd verrader werd hij opgesloten door de regering Mátyás Rákosi. Hij werd echter in 1953 vrijgelaten.
Hij won snel aan invloed en kreeg veel steun van de arbeidersklasse, die steeds meer vrijheid vroeg voor de vakbonden. Kádár werd vice eerste minister in de regering van Imre Nagy. Deze laatste begon een proces van liberalisering. Hierbij stonden persvrijheid en een verminderde inmenging van de staat in persaangelegenheden centraal, samen met het feit dat hij voorstander was dat Hongarije zich zou terugtrekken uit het Warschaupact. Kádár was hevig tegen deze voornemens en werd de aartsvijand van Imre Nagy. Hij zou een belangrijke rol spelen in de Hongaarse Opstand van 1956 en zou de ondergang van Imre Nagy bewerkstelligen.

## Leider van het land
Na de inval van Sovjettroepen en de val van Imre Nagy werd János Kádár de leider van het land. Imre Nagy, samen met een aantal anderen, vluchtte naar de Joegoslavische ambassade. Kádár beloofde hun een veilige doortocht door het land, maar hij hield deze belofte niet. Op 23 november 1956 verliet de groep de ambassade en werd gearresteerd. De regering van Kádár veroordeelde verschillende van de hervormers van Imre Nagy tot de doodstraf. Ze werden beschuldigd van verraad en pogingen tot ondermijning van het "democratische staatsbestel". Imre Nagy, Pál Maléter en Miklós Gimes werden geëxecuteerd voor deze zogenaamde misdaden. Géza Loczonczy en Atilla Szigethy overleden kort daarna in verdachte omstandigheden. 

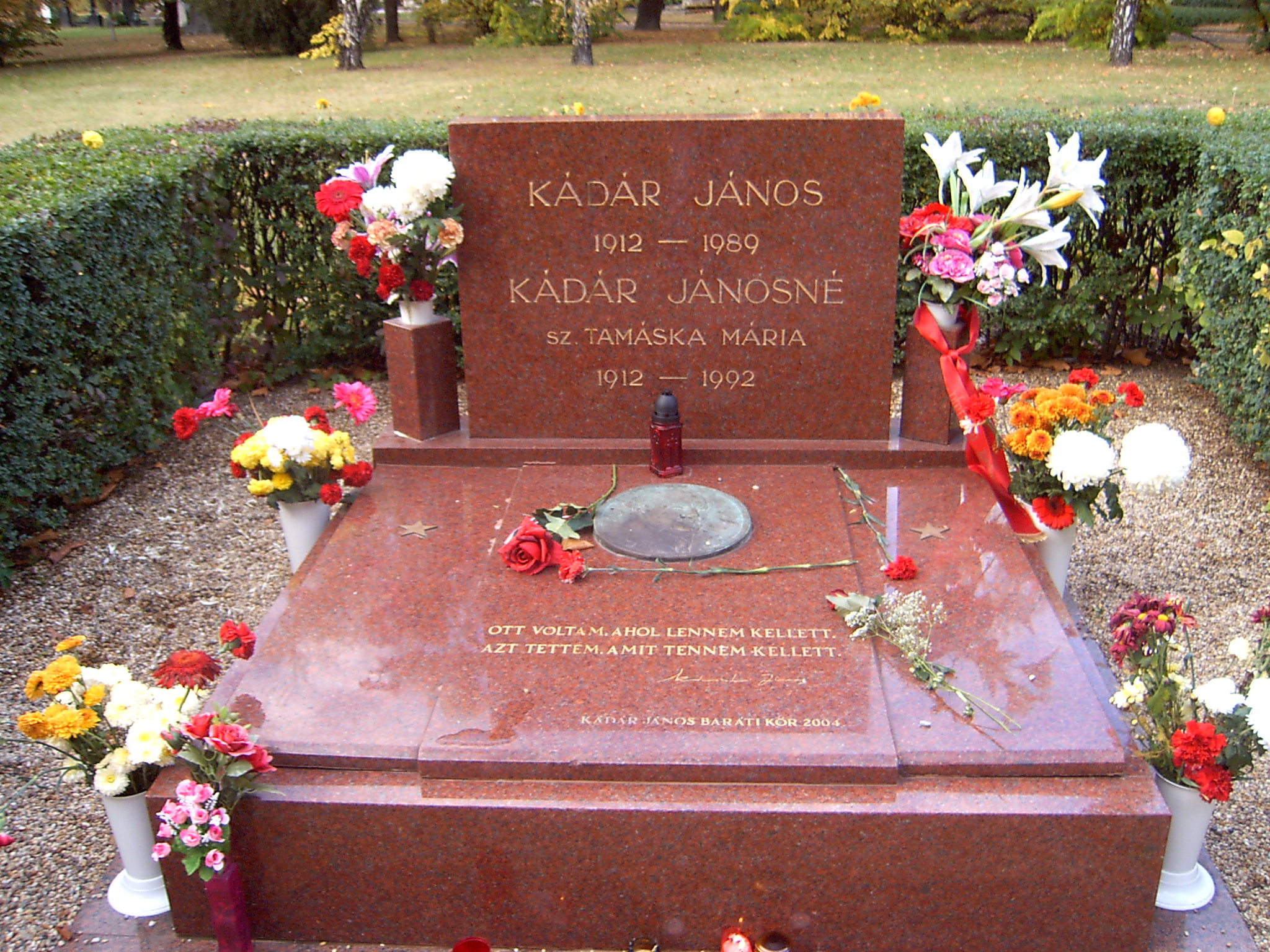
graf van Kádár en zijn echtgenote

Kádár bleef tot 1988 aan de macht, als trouwe vazal van de Russen. In 1988, toen het communistische regime reeds begon te wankelen, werd hij om gezondheidsredenen met pensioen gestuurd. Hij werd opgevolgd door Károly Grósz. Hij overleed op de dag dat het Hongaarse Hooggerechtshof de volledige rehabilitatie van Imre Nagy en andere leiders van de opstand van 1956 bekend maakte.